# Loving v. Virginia
Loving v. Virginia (« Loving contre l'État de Virginie ») est une décision de la Cour suprême des États-Unis (no 388 U.S. 1), arrêtée le 12 juin 1967. À l'unanimité des neuf juges, elle casse une décision de la Cour suprême de Virginie (en) et déclare comme anticonstitutionnelle la loi de cet État interdisant les mariages inter-raciaux. Plus largement, elle abroge toute loi qui apporterait des restrictions au droit au mariage en se fondant sur la race. De telles lois existaient alors dans seize États des États-Unis. Le nom des plaignants, les Loving, donne en anglais un double sens à l'intitulé de cet arrêt : Loving v. Virginia peut en effet être traduit littéralement par « L'Amour contre l'État de Virginie ».

## Faits
Les plaignants, Mildred Delores Jeter Loving, une femme d'ascendance afro-américaine et amérindienne et Richard Perry Loving, un ouvrier du bâtiment d'ascendance européenne, sont résidents en Virginie. Ils se sont mariés en juin 1958 à Washington, ayant quitté la Virginie pour échapper à une loi de cet État interdisant les mariages inter-raciaux, conformément au Racial Integrity Act de 1924 et aux articles de la loi de l'État de Virginie qui en découlent soit les articles 20–54 et 20–58,. Le Racial Integrity Act de 1924 est un des volets d'une politique raciste voulant préserver la pureté raciale, éviter les processus dits de « dégénérescence », ainsi la même année, l'État de Virginie publie une loi autorisant la stérilisation des personnes en situation de handicap mental et autres marginaux, le Virginia Sterilization Act of 1924 (en), loi qui est entérinée par la décision du 2 mai 1927 prise par la Cour suprême concernant la requête Buck v. Bell,.
À leur retour en Virginie, ils sont arrêtés chez eux au milieu de la nuit par le shérif du comté agissant sur une dénonciation anonyme. Accusés de violation de l'interdiction, ils plaident coupable, et sont condamnés à un an de prison, avec suspension de la sentence pour vingt-cinq ans à condition qu'ils quittent l'État de Virginie.
Le juge, Leon Bazile, reprend, pour justifier sa décision, une phrase de l'anthropologue du XVIIIe siècle, Johann Friedrich Blumenbach, :
« Almighty God created the races white, black, yellow, malay and red, and he placed them on separate continents. And but for the interference with his arrangement there would be no cause for such marriages. The fact that he separated the races shows that he did not intend for the races to mix. »
— ,.
        
« Dieu Tout-Puissant a créé les races blanches, noires, jaunes, malaises et rouges, et il les a placées sur des continents séparés. Et sans l'ingérence dans son arrangement, il n'y aurait aucune raison pour que de tels mariages aient lieu. Le fait qu'il ait séparé les races montre qu'il n'avait pas l'intention que les races se mélangent »
Les Loving déménagent à Washington et en 1963, entament une série de procès pour faire casser leur condamnation en s'appuyant sur le quatorzième amendement de la constitution des États-Unis ; Mildred Loving saisit le procureur général Robert Francis Kennedy qui soumet le cas à l'Union américaine pour les libertés civiles pour en vérifier la constitutionnalité, puis l'affaire remonte jusqu'à la Cour suprême fédérale,.

## Décision
Le 12 juin 1967 la Cour suprême, sous la présidence d'Earl Warren, casse le verdict dans une décision unanime des neuf juges, rejetant l'argument de l'État de Virginie selon lequel une loi interdisant aussi bien aux Noirs qu'aux Blancs d'épouser une personne d'une autre « race », et prévoyant des peines identiques pour des contrevenants noirs comme blancs, ne pouvait être considérée comme discriminatoire. Dans sa décision la cour écrit : « Le mariage est un des « droits civiques fondamentaux de l'homme », fondamentaux pour notre existence. Pour nier cette liberté fondamentale sur une base aussi intenable que les classifications raciales incorporées dans ces lois, des classifications si directement subversives au principe d'égalité au cœur du quatorzième amendement, privent assurément tous les citoyens de l'État d'une liberté sans procédure légale régulière (« due process of law »). Le quatorzième amendement requiert que la liberté de choix de se marier ne soit pas restreinte par des discriminations raciales. Sous notre constitution, la liberté d'épouser, ou de ne pas épouser, une personne d'une autre race réside dans l'individu et ne peut être réduite par l'État. »,,.
À la suite de cet arrêt de la Cour suprême des États-Unis, le nombre des mariages mixtes a connu une nette progression. Ainsi, selon les services du recensement, de 1970 à 2005 le nombre de mariages mixtes entre Afro-Américains et Blancs d'ascendance européenne est passé de 65 000 à 422 000. Sur la période qui va de 1960 à 1992, le pourcentage de mariages mixtes (toutes ascendances confondues) est passé de 0,4 % à 2,2 %, pour atteindre les 17 % en 2015 dans les grandes zones métropolitaines des États-Unis.
Cela dit, malgré cette décision, certains États du sud conservèrent les textes prohibant les mariages mixtes, même s'ils n'étaient plus appliqués. Peu à peu ces textes furent abrogés. Le dernier État à avoir aboli les textes législatifs contre les mariages mixtes est l'État de l'Alabama en 2000, après l'organisation d'un référendum où 60 % des votants se prononce pour l'abrogation : c'est la fin des lois Jim Crow.

## Suite

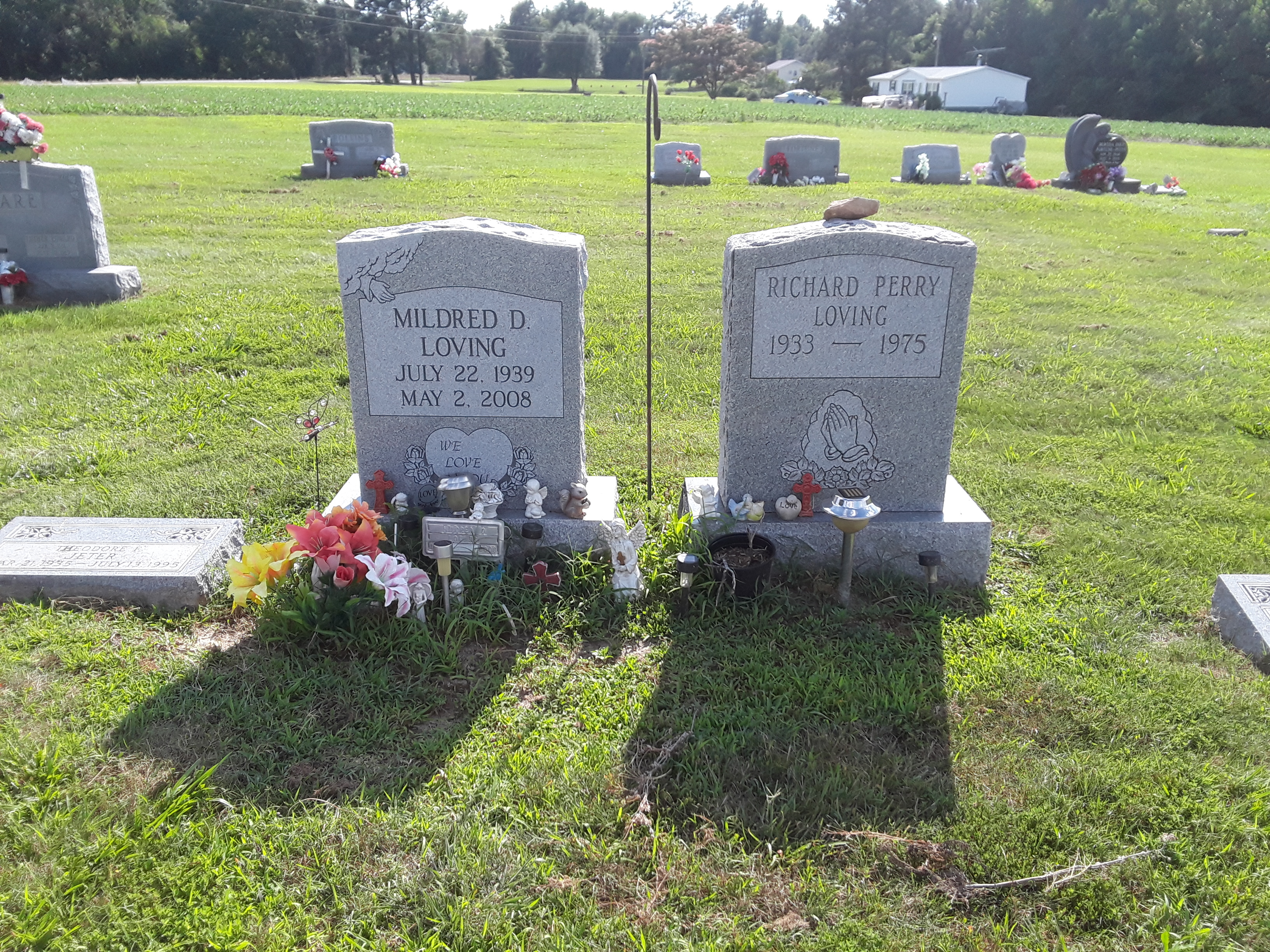
Tombes de Mildred et Richard Loving à Central Point, dans le comté de Caroline en Virginie.

Richard et Mildred Loving retournent en Virginie après la décision de la Cour suprême. Ils ont trois enfants. Richard Loving est tué en 1975, à l'âge de quarante-deux ans, dans un accident de voiture provoqué par une personne ivre ; sa femme est grièvement blessée.
Le 12 juin 2007, pour les quarante ans de l'arrêt de la Cour suprême, elle publie une déclaration publique dans laquelle elle proclame :

« Entourée comme je le suis par de merveilleux enfants et petits-enfants, pas un jour ne passe sans que je pense à Richard et à notre amour, notre droit de nous marier, et combien cela signifiait pour moi d'avoir la liberté d'épouser la personne précieuse pour moi, même si d'autres pensaient qu'il était le « mauvais genre de personne » pour m'épouser. Je crois que tous les Américains, quels que soient leur race, leur sexe, leur orientation sexuelle, doivent avoir la même liberté de mariage. Ce n'est pas l'affaire du gouvernement d'imposer les croyances religieuses de certains aux autres. Spécialement si ce faisant, il leur dénie leurs droits civiques. »

« Je ne suis toujours pas versée dans la politique, mais je suis fière que notre nom à Richard et à moi soit celui d'un arrêt de la Cour qui puisse favoriser l'amour, l'engagement, l'équité et la famille, ce que tant de personnes, noires ou blanches, jeunes ou vieilles, homo ou hétéros, recherchent dans la vie. Je suis pour la liberté de se marier pour tous. C'est de ça qu'il s'agit dans Loving (l'arrêt) et dans loving (l'amour). »

Mildred Loving décède des suites d'une pneumonie le 2 mai 2008 à l'âge de 68 ans,,.
Les époux Loving reposent au cimetière de l’église baptiste St. Stephen de Central Point (Virginie) (en).

## Influences postérieures

### Pour le mariage entre personnes de même sexe
L'arrêt Loving v. Virginia a été discuté dans le contexte du débat public sur le mariage homosexuel aux États-Unis. Selon le sociologue états-unisien Michael Rosenfeld, "au cours des dernières décennies, les unions interraciales et homosexuelles sont passées de l'invisibilité et de l'illégalité à la marginalité et à une acceptation sociale réticente".
En 2006, dans l'affaire Hernandez v. Robles, l'opinion majoritaire de la Cour d’appel de New York (New York Court of Appeals) (en), la plus haute juridiction de l'État, a estimé que la Cour ne devait pas s'appuyer sur l'affaire Loving v. Virginia pour décider s'il existe un droit au mariage entre personnes de même sexe, car "le contexte historique de l'affaire Loving est différent de l'histoire qui sous-tend cette affaire".
Toutefois, en 2015, dans l'arrêt Obergefell v. Hodges, la  Cour suprême des États-Unis a invoqué l'arrêt Loving v. Virginia, entre autres, comme précédent pour affirmer que les États sont tenus d'autoriser les mariages entre personnes de même sexe en vertu de la clause de protection égale et de la clause d'application régulière de la Constitution des États-Unis.
La décision de la Cour dans l'arrêt Obergefell cite l'arrêt Loving près d'une douzaine de fois et se fonde sur les mêmes principes : l'égalité et le droit non énuméré (droit naturel) au mariage. Au cours de la plaidoirie, l'auteur éventuel de l'opinion majoritaire, le juge Anthony Kennedy, a fait remarquer que la décision jugeant la ségrégation raciale inconstitutionnelle et celle jugeant l'interdiction du mariage interracial inconstitutionnelle (à savoir les arrêts Brown v. Board of Education en 1954 et Loving v. Virginia en 1967) ont été rendues à environ 13 ans d'intervalle, tout comme la décision jugeant l'interdiction de l'activité sexuelle entre personnes de même sexe inconstitutionnelle et celle jugeant l'interdiction du mariage entre personnes de même sexe inconstitutionnelle (à savoir les arrêts Lawrence v. Texas en 2003 et Obergefell v. Hodges en 2015).

## Dans la culture populaire
Depuis 2004, une initiative est lancée pour faire du 12 juin de chaque année le Loving Day (en),,,.

### Littérature
En 2015, le journaliste français et spécialiste de la politique américaine, Gilles Biassette, publie un roman, L'Amour des Loving, inspiré de l'histoire des Loving et comprenant des éléments de fiction. Pour écrire ce livre, l'auteur a bénéficié en 2014 de la bourse hors les murs Stendhal de l'Institut français, et fait des recherches sur place, notamment en Virginie et à Washington.

### Cinéma
Un documentaire de Nancy Buirski, The Loving Story (2011), relatant la vie du couple à partir de témoignages et d'images d'archives, est plusieurs fois récompensé.
En 2016, Jeff Nichols réalise un film intitulé Loving avec Joel Edgerton et Ruth Negga dans les rôles du couple Loving,.
L'histoire des Loving a fait l'objet en 1996 d'un téléfilm intitulé Mr. and Mrs. Loving (en), réalisé et scénarisé par Richard Friedenberg (en), avec Lela Rochon, Timothy Hutton (qui interprètent le couple Loving) et Ruby Dee,.

#### Articles de revues
- (en) Walter Wadlington, « The Loving Case: Virginia's Anti-Miscegenation Statute in Historical Perspective », Virginia Law Review, Vol. 52, No. 7,‎ novembre 1966, p. 1189-1223 (lire en ligne),
- (en) Peter Wallenstein, « The Right to Marry: Loving v. Virginia », OAH Magazine of History, Vol. 9, No. 2,,‎ 1995, p. 37-41 (lire en ligne),
- (en) Natalie A. Kaniel, « Loving v. Boren », Berkeley Technology Law Journal, Vol. 14, No. 1,‎ 1999, p. 371-384 (lire en ligne),
- (en) Jennifer Hoewe & Geri Alumit Zeldes, « Overturning Anti-Miscegenation Laws: News Media Coverage of the Lovings' Legal Case Against the State of Virginia », Journal of Black Studies, Vol. 43, No. 4,‎ mai 2012, p. 427-443 (lire en ligne),

#### Essais et études
- (en) Karen Alonso, Loving V. Virginia : Interracial Marriage, Enslow Pub Inc., 2000, 112 p. (ISBN 0-7660-1338-3),
- (en) Kevin Noble Maillard &Rose Cuison Villazor, Loving V. Virginia in a Post-Racial World : Rethinking Race, Sex, and Marriage, Cambridge University Press, 2012, 288 p. (ISBN 978-0-521-14798-9 et 0-521-14798-0),
- (en) Susan Dudley Gold, Loving V. Virginia : Lifting the Ban Against Interracial Marriage, Cavendish Square Publishing, 2017, 144 p. (ISBN 978-0-7614-2586-1 et 0-7614-2586-1, lire en ligne),
- (en) Peter Wallenstein, Race, Sex, and the Freedom to Marry : Loving v. Virginia, University Press of Kansas, 2014, 296 p. (ISBN 978-0-7006-1999-3 et 0-7006-1999-2),
- (en) Patricia Hruby Powell, Loving vs. Virginia : A Documentary Novel of the Landmark Civil Rights Cas, Chronicle Books, 2017, 260 p. (ISBN 978-1-4521-2590-9 et 1-4521-2590-2),
- (en) Sheryll Cashin, Loving : Interracial Intimacy in America and the Threat to White Supremacy, Beacon Press, 2017, 232 p. (ISBN 978-0-8070-5827-5 et 0-8070-5827-0, lire en ligne),
- (en) Cathleen Small, Interracial Marriage : Loving V. Virginia, Cavendish Square Publishing, 2018, 64 p. (ISBN 978-1-5026-3588-4 et 1-5026-3588-7),
- (en) Duchess Harris et Marne Ventura, Loving V. Virginia, Abdo Publishing, 2019, 48 p. (ISBN 978-1-5321-1877-7 et 1-5321-1877-5),